# Sebastiano Foscarini
Sebastiano Foscarini (* 14. Januar 1718 in Venedig; † 23. April 1785 in Wien) war ein venezianischer Diplomat an den Höfen von Madrid und Wien, ein Reformer und ab 1763 Familienoberhaupt der Foscarini.

## Leben

### Familie

Das Äußere des Familienpalasts am Canal Grande

Sebastiano Foscarini war der älteste Sohn des Alvise del procuratore Nicolò und der Chiara Nani di Giovanni, die in der Pfarrgemeinde San Stae lebten. Für seine frühe Bildung war jedoch weniger das Elternpaar von Bedeutung, als vielmehr sein Onkel Marco Foscarini, der spätere Doge.
Am 5. Juni 1756 heiratete er Bianca Contarini, mit der er zwei Kinder hatte, die beide den Namen Giacomo trugen. Der erste Sohn starb früh, der zweite, geboren am 17. September 1768, führte ein Leben, das von Skandalen und Ausschweifungen geprägt war. Infolgedessen verbannten ihn die Staatsinquisitoren in das Kastell von Brescia.

### Ämterlaufbahn

#### Begleiter auf Gesandtschaftsreisen nach Rom (1730–1733) und Turin (1740–1742)
Schon 1730 begleitete er seinen Onkel auf eine Gesandtschaftsreise nach Rom, die bis 1733 dauerte, ebenso wie in den Jahren 1740 bis 1742 nach Turin. Eher zufällig lernte er den Franziskaner Carlo Lodoli kennen, zu dessen Gruppe er zusammen mit den lebhaftesten Köpfen Venedigs, wie Andrea Memmo und Giacomo Casanova, gehörte.

#### Savio agli ordini(1744, 1745),Provveditore(1745–1747),Savio di Terraferma(1748–1756)
Wie üblich in den adligen Familien der Stadt, so schlug auch Foscarini eine Ämterlaufbahn ein. Am 10. Juni 1744 wurde er bis Ende September Savio agli ordini, er bekleidete also einen typischen Einsteigerposten. 1745 nahm er sein Amt für die Zeit von April bis September wieder auf. Am 6. Oktober 1745 wurde er für ein Jahr zum Provveditore sopra gli Offici und anschließend vom 29. Juni 1747 bis zum Ende des Jahres zum Provveditore alle Pompe ernannt. Damit übte er Aufsichtsaufgaben aus, die sich um die Ämterführung und um die Prunksucht seiner Standesgenossen drehten.
1748 erhielt er den Titel eines Savio di Terraferma, er war also nunmehr für das oberitalienische Festland, die Terraferma verantwortlich. Dieses Amt übte er bis 1756 aus, und zwar jeweils in der zweiten Jahreshälfte, außer 1749 und 1750, als er das Amt von April bis September innehatte. 

#### Umfangreiches Erbe (1751), Verteidigung gegen päpstliche Ansprüche
Am 14. März 1751 wurde er allerdings zum Podestà von Verona gewählt. Doch dieses Amt lehnte er mit der Begründung ab, er müsse sich auf die Mitgift seiner Schwestern Maria und Caterina und vor allem auf den kostspieligen Umzug von seinem Stammsitz in San Stae in den Carmini-Palast konzentrieren, der nach dem Tod des Prokurators Pietro Foscarini mit anderen Gütern an diesen Familienzweig (ramo), auch Linie genannt, übergegangen war. Zwar war dieses große Erbe eine Grundlage dafür, dass Sebastianos Onkel die Dogenwürde erlangte, doch die daraus resultierenden Aufwendungen hatten das Potential, die Familie ökonomisch zu ruinieren.
Mit einer Verfügung des Dogen vom 9. Dezember 1752 erhielt er den Auftrag zu eruieren, wie man die Kontrolle über die zahlreichen Ersuchen und Schreiben der venezianischen Untertanen an den Papst gewinnen könne, denn dieser hatte zugunsten Österreichs die Auflösung des Patriarchats von Aquileia durchgesetzt. Mit Hilfe des Konsuls in iure Antonio di Montegnacco legte er der Kommission des Dogen am 15. Juli 1753 eine Schrift vor, deren Folge das Dekret vom 7. September 1754 war. Dieses minderte für einige Jahre die Vorrechte des Heiligen Stuhls. Erst nach dem Tod Papst Benedikts XIV. und der Erhebung des Venezianers Carlo Rezzonico als Clemens XIII. zu seinem Nachfolger wurde dieses Dekret wieder aufgehoben.

#### Botschafter in Madrid (1757/58–1762), Politik Portugals
Foscarini war derweil am 22. April 1757 zum Botschafter in Spanien gewählt worden. Doch erst gegen Mitte Juni 1758 brach er auf, um zunächst nach Turin und dann nach Paris zu reisen, wo er dem französischen König offiziell die Aufhebung des Dekrets vom 7. September 1754 mitteilte. Als er am 19. September 1758 in Madrid ankam, fand er den Hof in Trauer über den kürzlichen Tod der Königin vor, der Ferdinand VI. in eine tiefe Krise stürzte, so dass er sich in die Residenz von Villaviciosa begab, umgeben von nur wenigen Personen. Dort starb er am 10. August 1759.
Angesichts dieser Situation, so schrieb Foscarini dem Senat, fühle er sich in Madrid überflüssig. Dies änderten die Umwälzungen im Nachbarland Portugal, die der Marquis de Pombal in die Wege geleitet hatte. In dessen Hauptstadt Lissabon hatte Venedig keinen Botschafter, so dass er über die dortigen Prozesse und Hinrichtungen berichten musste. So harrte er auf seinem Posten aus. Sein Urteil über die Maßnahmen Karls III., des neuen Königs, fiel positiv aus. Foscarini schätzte die vorsichtigen Reformen und vor allem den ihnen zugrunde liegenden Geist. Doch der Eintritt Spaniens in den Krieg, den Foscarini bis zum Schluss nicht vorausgesehen hatte, lenkte die Aufmerksamkeit des Diplomaten auf die Feindseligkeiten mit dem benachbarten Portugal.

#### Im inneren Zirkel:Savio del Consiglio(1763–1780), Familienoberhaupt (ab 1763)
Doch nur wenige Monate später, als am 31. Mai 1762 sein Onkel Marco zum Dogen gewählt worden war, wurde er sogleich nach Venedig zurückberufen. Im Herbst 1762 wurde er zum Ritter erhoben (cavalierato), im ersten Halbjahr 1763 zum Savio del Consiglio erhoben, womit er im innersten Machtzirkel angekommen war, und zwar dauerhaft. Außer in den Jahren 1764, 1778 und 1779 hatte er bis 1780 dieses Amt jedes Jahr inne.
Der Tod seines Onkels, des Dogen, nach nur zehn Monaten Amtszeit, nämlich am 31. März 1763, bedeutete für Sebastiano, dass er die Familie zu leiten und noch mehr eine führende Rolle im politischen Leben Venedigs zu spielen hatte. So war er ständig in den höchsten Magistraten der Republik anwesend. Dabei stand er häufig an der Seite Andrea Memmos, etwa 1772 beim Versuch, die Zünfte, die arti, zu reformieren. Zwar unterstützte er auch Andrea Tron, aber deutlich gemäßigt. Der scharfe Jurisdiktionalismus seiner frühen Jahre wurde zunehmend schwächer, er führte ihn sogar zu pro-päpstlichen Positionen. Auch teilte er nicht die antisemitische Haltung Trons und sprach sich 1777 gegen die ökonomischen Beschränkungen aus, die den Juden aufgezwungen wurden. Außenpolitisch schlug er sich 1764 auf die Seite des von Francesco Lorenzo Morosini vertretenen pro-russischen Projekts. Möglicherweise sollte so ein Gegengewicht zur Vorherrschaft Österreichs geschaffen werden. Damit waren keine antihabsburgischen Ambitionen verbunden, zumal Foscarini seine Karriere als Repräsentant Venedigs am Wiener Hof beenden sollte, wo ihm sein Bruder Nicolò vorausgegangen war.

#### Bildungsreformen
Ähnlich wie sein Onkel, so setzte sich Sebastiano Foscarini für Fragen der Bildung ein. So betätigte er sich als Riformatore dello Studio di Padova, und damit, ausgehend von der Universität Padua, die Kontrolle über die gesamte Kultur der Stadt. Er war Mitglied des Magistrats vom 2. September 1769 bis zum 1. September 1771, vom 18. September 1773 bis zum 17. September 1775 und schließlich vom 2. Juni 1779 bis zum 1. Juni 1781. Dies war jedoch nur ein Teil seiner Bemühungen, die Republik im Sinne des aufgeklärten Absolutismus umzuwandeln.
Mit ihrer Relazione vom 18. September 1770 packten Foscarini und seine Kollegen das Problem an der Wurzel. Ihr Text basierte auf zwei Schriften, die Gaspare Gozzi vorgelegt hatte (der ein Vertrauter war, da er mit seinem Onkel Marco bei der Abfassung der Letteratura veneziana zusammengearbeitet hatte), und untersuchte den gesamten Bildungsapparat des Staates. In den folgenden Jahren wurde eine umfassende Reform des Schulwesens und in Padua auch einiger Universitätsstrukturen durchgeführt. Foscarini war an all diesen Initiativen beteiligt, aber sein Handeln lässt sich nicht von dem der beiden Kollegen Tron und Sebastiano Giustinian abgrenzen, mit denen er zusammenarbeitete. Im Bericht vom 18. September 1770 wurde das geltende Bildungssystem und seine Lebensferne beklagt. Am 8. April 1771 kam es zu einem Besuch der drei Männer an der Universität Padua, über die Foscarini einen Bericht abfassen sollte (bis 1773). Dazu wiederum griff er auf Gozzi zurück. Nach einigen organisatorischen Änderungen kam es zur Gründung eines staatlichen Internats, bekannt als Collegio San Marco, das mehr als fünfzig Schüler aufnehmen konnte. Seine Statuten wurden von Foscarini entworfen und vom Senat in einem Dekret vom 27. August 1772 angenommen.

#### Botschafter in Wien (1780/81–1785), Freundschaft mit Giacomo Casanova
Am 20. Dezember 1780 wurde Foscarini zum Botschafter in Wien gewählt, wo er allerdings erst am 20. Oktober 1781 eintraf. Seine Hauptaufgabe bestand darin, Papst Pius VI. während seines Aufenthalts in der Hauptstadt zu huldigen und etwa zur gleichen Zeit den Besuch der Großfürsten von Russland in Venedig im Mai 1782 vorzubereiten. Dies sollte die Voraussetzung für die Einrichtung einer dauerhaften diplomatischen Vertretung Russlands sein, die Foscarini in Gesprächen mit seinem russischen Kollegen, Fürst Dmitri Michailowitsch Golizyn, vorbereitete. Doch plötzlich starb Foscarini am 23. April 1785. Er wurde auf dem Friedhof der Michaelerkirche in Wien beigesetzt und erst am 8. Juni seiner Familie zur Überführung nach Venedig übergeben.
Sein Tod hatte für Giacomo Casanova weit reichende Folgen. Casanova war zum einen im Februar 1784 als Sekretär eingestellt worden, um den alten Freund zu unterstützen, zum anderen, um sich der Freundschaft eines Mannes zu rühmen, der in aller Munde war, und vielleicht auch wegen seiner Zugehörigkeit zur Freimaurerei, die von Joseph II. als Druckmittel gegenüber einigen der Nachbarländer, wie Bayern und die Republik Venedig, eingesetzt wurde. Und als diese beiden Staaten nach einer langen Phase der Toleranz fast gleichzeitig beschlossen, die Freimaurer zu unterdrücken und die venezianischen Logen Anfang Mai 1785 geschlossen wurden (was Foscarini nicht mehr erlebte), unterhielt Casanova Beziehungen zwischen den venezianischen und österreichischen „Brüdern“, während Foscarini, wenn er ihnen auch noch nicht angehörte, ihnen dennoch nahe stand.